# L'Alqueria Blanca
L'Alqueria Blanca (en castellano La Alquería Blanca) es una serie de televisión española producida para Canal Nou y À Punt en colaboración con Trivisión. La ficción cuenta con 15 temporadas y más de 400 capítulos. A lo largo de todas las temporadas ha estado protagonizada por Lola Moltó, Carme Juan, Juan Gea, Miguel Barberá, Nani Jiménez, Elisa Lledó, Álex Gadea, Fran Nortes, entre otros.

## Sinopsis
Está ambientada en los años 60 y muestra la vida de un pueblo ficticio del interior de la Hoya de Alcoy, en un ambiente eminentemente rural. Las primeras temporadas están marcadas por las grandes diferencias entre las dos familias más representativas del lugar, los Falcó, de clase pudiente, y los Pedreguer, de clase humilde. Se viven una serie de historias con el amor por encima de la diferencia de clases, la envidia, los celos, las reconciliaciones emotivas, la evolución y transformación personal de cada individuo, y el escándalo ante algunos de los avances imparables de la sociedad como ejes principales del argumento.
L'Alqueria Blanca es un pueblecito muy pequeño, que atraviesa una crisis económica brutal provocada por una sequía que castiga con fuerza al sector de la agricultura, principal actividad en una localidad de labradores. El emprendimiento de una cooperativa, que permitirá sumar las cosechas de cada pequeño propietario, el descubrimiento de un acuífero subterráneo, el regreso de algunos antiguos habitantes que emigraron al extranjero y vuelven al pueblo después de haber hecho fortuna, el talento de algunos personajes para la pelota valenciana o el mundo del espectáculo, entre muchos otros factores, harán que l'Alquería Blanca empiece a ser un pueblo importante, lo que atraerá grandes inversores dispuestos a dejar buenas cantidades de dinero. Pero esos inversores no siempre vienen con las manos limpias, y los habitantes del pueblo deberán defender sus tierras y sus negocios haciendo frente a feroces especuladores, por mucho que prometan prosperidad para el pueblo.

## Historia
La serie dejó de emitirse tras el cierre de Canal Nou el 29 de noviembre de 2013, quedando pendiente de emitir 5 capítulos de la última temporada ya grabados.
El nuevo canal autonómico À Punt anunció en 2019 que la serie volvería a emitirse a partir del 4 de febrero del mismo año a las 16:00 de forma diaria. Terminando la emisión de las diez temporadas de la serie el 17 de octubre de 2019 con unos buenos datos de audiencia.
Cabe destacar que el día 24 de enero de 2019 se anunció que se reemitiría la serie a partir del primer capítulo en À Punt, de lunes a viernes a las 16:00h. 
El 16 de octubre de 2019 se anunció que À Punt estaba preparando una secuela de la serie con la intención de contar con los actores y actrices protagonistas y además confirmó que emitiría los 5 capítulos pendientes en prime time de la undécima temporada. El 23 de octubre de 2019 À Punt comenzó a emitir la undécima temporada que quedó pendiente tras el cierre de Canal Nou de la que solo se lanzaron tres capítulos de ocho, incluyéndose estos capítulos en la emisión.
El 17 de septiembre de 2020 se confirmó que la serie regresaría con nuevos capítulos para el prime time de À Punt tras renovar por una temporada de 18 nuevos capítulos.
A principios de 2021 se anunció que la nueva temporada contaría con gran parte del reparto de la primera etapa de la serie como Lola Moltó, Óscar Pastor, Berna Llobell, Ferrán Gadea, Joan Gadea, entre otros, recuperando todos sus personajes, además del regreso de Álex Gadea recuperando también el personaje de Diego y los fichajes de José Sospedra y Vicente Genovés.
En noviembre de 2021 se anunció que el presupuesto de ficción para À Punt se vería reducido para el año 2022 y que el proyecto de convertir la serie en una ficción diaria para las tardes de la cadena queda aplazado. En las campanadas de Fin de Año presentadas por Máximo Huerta y Álex Blanquer los actores Ferrán Gadea, Lola Moltó, Óscar Pastor y Carme Juan confirmaron que la serie se convertiría en diaria en abril del 2022.
El 29 de junio de 2022 se anuncia la programación de À Punt a partir de septiembre, y se confirma la renovaión por una decimocuarta temporada de 75 capítulos. En noviembre de 2022 se anuncia que la serie ha renovado por una decimoquinta temporada para estrenar el 6 de febrero de 2023 en las tardes de la cadena.

## Rodaje
Durante la primera etapa de la serie (primera hasta la undécima temporada) los interiores estuvieron rodados en Plató Valencia (Ribarroja del Turia), y en la Ciudad de la Luz (Alicante) y los exteriores en la Colonia de Santa Eulalia (entre Villena y Sax).
Para la segunda etapa de la serie (a partir de la duodécima temporada) los decorados se reconstruyeron en estudios en la localidad valenciana de Buñol, aunque también regresaron a la Colonia de Santa Eulalia para recreear lugares emblemáticos de la serie como la plaza del pueblo, además, también se grabaron exteriores en Valencia, Náquera y Macastre.

## Reparto

### Personajes principales
| Juan Gea               | Rafel Sanchís           | Principal  | Principal | Principal  | Principal  | Principal  | Principal | Principal  | Principal  | Principal  |            |           |            | Secundario |            |            |            |            |            |            |            |            |            |            |            |            |            |            |            |            |            |            |            |
| Lola Moltó             | Dora Pedreguer          | Principal  | Principal | Principal  | Principal  | Principal  | Principal | Principal  | Principal  | Principal  | Principal  | Principal | Principal  | Principal  | Principal  | Principal  | Principal  | Principal  |            |            |            |            |            |            |            |            |            |            |            |            |            |            |            |
| Miguel Barberá         | Jaume Sanchís           | Principal  | Principal | Principal  | Principal  | Principal  | Principal | Secundario |            | Principal  | Principal  |           |            |            |            |            |            |            |            |            |            |            |            |            |            |            |            |            |            |            |            |            |            |
| Óskar Ramos            | Robert Sanchís          | Principal  | Principal | Principal  | Principal  | Principal  |           | Principal  | Principal  | Principal  | Principal  |           | Principal  | Principal  | Principal  | Principal  | Principal  | Principal  | Principal  | Principal  | Principal  | Principal  | Principal  | Principal  | Principal  | Principal  | Principal  | Principal  | Principal  |            |            |            |            |
| Berna Llobell          | Pep Pedreguer           | Principal  | Principal | Principal  | Principal  | Principal  | Principal | Principal  | Principal  | Principal  | Principal  | Principal | Principal  | Principal  | Principal  | Principal  | Principal  | Principal  |            |            |            |            |            |            |            |            |            |            |            |            |            |            |            |
| Remedios Cervantes     | María Martínez          | Principal  | Principal |            |            |            |           |            |            |            |            |           |            |            |            |            |            |            |            |            |            |            |            |            |            |            |            |            |            |            |            |            |            |
| Joan Gadea             | Joaquím Falcó           | Principal  | Principal | Principal  | Principal  | Principal  | Principal | Principal  | Principal  | Principal  | Principal  | Principal | Principal  | Principal  |            | Secundario |            |            |            |            |            |            |            |            |            |            |            |            |            |            |            |            |            |
| Nani Jiménez           | Assun Falcó             | Principal  | Principal | Principal  | Principal  | Principal  | Principal | Secundario |            | Principal  | Principal  |           |            |            |            |            |            |            |            |            |            |            |            |            |            |            |            |            |            |            |            |            |            |
| Guillermo Montesinos   | Don Cipriano            | Principal  | Principal | Principal  | Principal  | Principal  |           |            |            |            |            |           | Secundario |            |            |            |            |            |            |            |            |            |            |            |            |            |            |            |            |            |            |            |            |
| Lola López             | Glòria                  | Principal  | Invitada  |            |            |            |           |            |            |            |            |           |            |            |            |            |            |            |            |            |            |            |            |            |            |            |            |            |            |            |            |            |            |
| Miguel Such            | Pascual Calabuig        | Principal  | Principal | Secundario | Secundario |            |           |            |            |            |            |           |            |            |            |            |            |            |            |            |            |            |            |            |            |            |            |            |            |            |            |            |            |
| Carme Juan             | Blanca Campaner         | Principal  | Principal | Principal  | Principal  | Principal  | Principal | Principal  | Principal  | Principal  | Principal  | Principal | Principal  | Principal  | Principal  | Principal  | Principal  | Principal  |            |            |            |            |            |            |            |            |            |            |            |            |            |            |            |
| Óscar Pastor           | Sento Asensi            | Principal  | Principal | Principal  | Principal  | Principal  |           | Principal  | Principal  | Principal  | Principal  | Principal | Principal  | Principal  | Principal  | Principal  | Principal  | Principal  | Principal  | Principal  | Principal  | Principal  | Principal  | Principal  |            |            |            |            |            |            |            |            |            |
| Elisa Lledó            | Empar Nebot             | Principal  | Principal | Principal  | Principal  | Principal  | Principal | Principal  | Invitada   | Secundario |            |           | Secundario | Principal  | Principal  | Principal  | Principal  | Principal  | Principal  | Principal  | Principal  | Principal  | Principal  | Principal  | Principal  | Principal  | Principal  | Principal  | Principal  | Principal  |            |            |            |
| Ferrán Gadea           | Tonet Rodes             | Principal  | Principal | Principal  | Principal  | Principal  | Principal | Principal  | Principal  | Principal  | Principal  | Principal | Principal  | Principal  | Principal  | Principal  | Principal  | Principal  |            |            |            |            |            |            |            |            |            |            |            |            |            |            |            |
| Paco Sarro             | Juan Ferri              | Principal  | Principal | Principal  | Principal  | Principal  | Principal | Principal  | Principal  | Principal  | Principal  | Principal | Principal  | Principal  | Principal  | Principal  | Principal  | Principal  |            |            |            |            |            |            |            |            |            |            |            |            |            |            |            |
| Esther Collado         | Pauline                 | Principal  |           |            |            | Secundario |           | Secundario |            |            |            |           |            |            |            |            |            |            |            |            |            |            |            |            |            |            |            |            |            |            |            |            |            |
| Joan Molina            | Miquel Falcó            | Principal  | Principal | Principal  | Principal  | Principal  | Principal | Principal  | Principal  | Principal  | Principal  | Principal |            |            |            |            |            |            |            |            |            |            |            |            |            |            |            |            |            |            |            |            |            |
| Juanjo Prats           | Víctor Ninyoles         | Secundario | Principal | Principal  | Principal  |            |           |            |            |            |            |           |            |            |            |            |            |            |            |            |            |            |            |            |            |            |            |            |            |            |            |            |            |
| María Maroto           | Raquel Cunyat           |            | Principal | Principal  | Principal  | Principal  | Principal | Principal  | Principal  | Principal  | Principal  |           | Principal  | Principal  | Principal  | Principal  | Principal  | Principal  | Principal  | Principal  | Principal  | Principal  | Principal  | Principal  | Principal  | Principal  | Principal  | Principal  | Principal  |            |            |            |            |
| Raquel Escribano       | Teresa Martínez         |            | Principal | Principal  | Principal  | Principal  | Principal | Principal  | Principal  | Principal  | Principal  |           | Principal  | Principal  |            | Secundario | Secundario | Secundario | Secundario | Secundario | Secundario | Secundario | Secundario | Secundario | Secundario | Secundario | Secundario | Secundario | Secundario | Secundario | Secundario | Secundario |            |
| Cristina Fernández     | Conxeta Llopis          |            | Principal | Principal  |            | Invitada   | Principal | Principal  | Principal  | Principal  | Principal  | Principal | Principal  | Principal  | Principal  | Principal  |            |            |            |            |            |            |            |            |            |            |            |            |            |            |            |            |            |
| Manuel Maestro         | Tomás Estellés          |            |           | Principal  | Principal  | Principal  | Principal | Principal  | Principal  | Principal  | Secundario |           |            | Secundario |            |            |            |            |            |            |            |            |            |            |            |            |            |            |            |            |            |            |            |
| Javier Enguíx          | Lluís Lara              |            |           | Principal  | Principal  | Principal  |           |            |            |            |            |           |            |            |            |            |            |            |            |            |            |            |            |            |            |            |            |            |            |            |            |            |            |
| Juli Cantó             | Anselmo Cunyat          |            |           | Invitado   |            | Principal  | Principal | Secundario | Secundario | Secundario |            |           |            | Secundario |            | Secundario |            |            |            |            |            |            |            |            |            |            |            |            |            |            |            |            |            |
| Alejandro Esteso       | Ximet Pedreguer         |            |           |            | Principal  | Principal  | Principal | Secundario |            |            |            |           |            |            |            |            |            |            |            |            |            |            |            |            |            |            |            |            |            |            |            |            |            |
| Marcos Romero          | Ximet Pedreguer         |            |           |            |            |            |           |            |            | Secundario | Principal  |           |            |            |            |            |            |            |            |            |            |            |            |            |            |            |            |            |            |            |            |            |            |
| Empar Canet            | Julia                   |            |           |            | Principal  |            |           |            |            |            |            |           |            |            |            |            | Secundario | Secundario | Secundario | Secundario | Secundario | Secundario | Secundario | Secundario | Secundario | Secundario | Secundario | Secundario | Secundario | Secundario | Secundario | Secundario | Secundario |
| Inma Sancho            | Paqui Asensi            |            |           |            | Principal  | Principal  | Principal | Principal  | Principal  | Principal  | Principal  |           | Secundario | Principal  | Principal  | Principal  | Principal  | Principal  | Principal  | Principal  | Principal  | Principal  | Principal  | Principal  | Principal  | Principal  | Principal  | Principal  | Principal  | Principal  |            |            |            |
| Iris Lezcano           | Annitín Moltó           |            |           |            |            | Secundario | Principal | Principal  | Principal  | Principal  | Principal  | Principal | Principal  | Principal  | Principal  |            |            |            |            |            |            |            |            |            |            |            |            |            |            |            |            |            |            |
| Ángel Figols           | Pere Morales            |            |           |            |            |            | Principal | Principal  | Principal  | Principal  | Principal  |           | Secundario | Secundario |            |            |            |            |            |            |            |            |            |            |            |            |            |            |            |            |            |            |            |
| Álvaro Baguena         | Blai Sanchis            |            |           |            |            |            | Principal | Principal  | Principal  | Principal  | Principal  |           |            |            |            |            |            |            |            |            |            |            |            |            |            |            |            |            |            |            |            |            |            |
| Juan Carlos Garés      | Blai Sanchis            |            |           |            |            |            |           |            |            |            |            |           | Principal  | Principal  | Principal  | Principal  | Principal  | Principal  | Principal  | Principal  | Principal  | Principal  | Principal  | Principal  | Principal  | Principal  | Principal  | Principal  | Principal  |            |            |            |            |
| Álex Gadea             | Diego Sanchis           |            |           |            |            |            | Principal | Principal  | Principal  | Principal  |            |           | Principal  | Secundario |            | Principal  |            |            |            |            |            |            |            |            |            |            |            |            |            |            |            |            |            |
| Nelo Gómez             | Xavi Calabuig           |            |           |            |            |            | Principal | Principal  | Principal  | Secundario | Secundario |           | Secundario | Secundario |            |            | Principal  | Principal  | Principal  | Principal  | Principal  | Principal  | Principal  | Principal  | Principal  | Principal  | Principal  | Principal  | Principal  | Principal  | Principal  | Principal  | Principal  |
| Paloma Vidal           | Victòria Llopis         |            |           |            |            |            |           | Principal  | Principal  | Principal  | Principal  |           | Secundario |            |            |            |            |            |            |            |            |            |            |            |            |            |            |            |            |            |            |            |            |
| Sara Vallés            | Elena Miralles          |            |           |            |            |            |           |            | Principal  | Principal  |            |           |            |            | Secundario |            | Secundario | Secundario | Secundario | Secundario | Secundario | Secundario | Secundario | Secundario | Secundario | Secundario | Secundario | Secundario | Secundario | Secundario | Secundario | Secundario | Secundario |
| Jaime Linares          | Narcís Boira            |            |           |            |            |            |           |            | Principal  | Principal  | Principal  | Principal | Principal  | Principal  | Principal  |            |            |            |            |            |            |            |            |            |            |            |            |            |            |            |            |            |            |
| Olga Alamán            | Pili Vidal              |            |           |            |            |            |           |            | Secundario | Principal  | Principal  | Principal |            |            | Principal  | Principal  |            |            |            |            |            |            |            |            |            |            |            |            |            |            |            |            |            |
| Isabel Requena         | Blasa López             |            |           |            |            |            |           |            |            | Principal  |            |           |            |            |            |            |            |            |            |            |            |            |            |            |            |            |            |            |            |            |            |            |            |
| Fran Nortes            | Don Mauro Suárez        |            |           |            |            |            |           |            |            | Principal  | Principal  | Principal |            |            | Principal  | Principal  |            |            |            |            |            |            |            |            |            |            |            |            |            |            |            |            |            |
| José Manuel Casany     | Roc Bolufer             |            |           |            |            |            |           |            |            |            | Principal  | Principal | Secundario | Secundario |            |            |            |            |            |            |            |            |            |            |            |            |            |            |            |            |            |            |            |
| María José Peris       | Aurora Solá             |            |           |            |            |            |           |            |            |            | Principal  |           |            |            |            |            |            |            |            |            |            |            |            |            |            |            |            |            |            |            |            |            |            |
| José Zamit             | Álvaro Doménech         |            |           |            |            |            |           |            |            |            | Principal  |           |            |            |            |            |            |            |            |            |            |            |            |            |            |            |            |            |            |            |            |            |            |
| Helena Sanchis Guarner | Silvia Doménech         |            |           |            |            |            |           |            |            |            | Principal  |           |            |            |            |            |            |            |            |            |            |            |            |            |            |            |            |            |            |            |            |            |            |
| Pep Ricart             | Paco López-Campos       |            |           |            |            |            |           |            |            |            | Principal  | Principal | Secundario | Secundario |            |            |            |            |            |            |            |            |            |            |            |            |            |            |            |            |            |            |            |
| Paula Muñoz            | Carmina López-Campos    |            |           |            |            |            |           |            |            |            | Principal  | Principal | Principal  | Principal  | Principal  | Secundario | Principal  | Principal  | Principal  | Principal  | Principal  | Principal  | Principal  | Principal  |            |            |            |            |            |            |            |            |            |
| Amparo Oltra           | Marisol Moncho          |            |           |            |            |            |           |            |            |            | Secundario | Principal | Secundario | Secundario |            |            |            |            |            |            |            |            |            |            |            |            |            |            |            |            |            |            |            |
| Nacho Diago            | Joan Querol             |            |           |            |            |            |           |            |            |            |            | Principal |            |            |            |            |            |            |            |            |            |            |            |            |            |            |            |            |            |            |            |            |            |
| Cristina García        | Bárbara Sanchís         |            |           |            |            |            |           |            |            |            |            | Principal | Secundario |            |            |            |            |            |            |            |            |            |            |            |            |            |            |            |            |            |            |            |            |
| José Sospedra          | Fabià Sendra            |            |           |            |            |            |           |            |            |            |            |           | Principal  | Principal  | Principal  |            |            |            |            |            |            |            |            |            |            |            |            |            |            |            |            |            |            |
| Sergi Torrecilla       | Martí Castelló "Pastor" |            |           |            |            |            |           |            |            |            |            |           | Principal  |            | Secundario | Secundario |            |            |            |            |            |            |            |            |            |            |            |            |            |            |            |            |            |
| Jacob Llopis           | Santi Sanchis           |            |           |            |            |            |           |            |            |            |            |           | Principal  | Principal  | Principal  | Principal  | Principal  | Principal  | Principal  | Principal  | Principal  | Principal  | Principal  | Principal  | Principal  | Principal  | Principal  | Principal  | Principal  |            |            |            |            |
| Ricardo Sáiz           | Fèlix Amorós            |            |           |            |            |            |           |            |            |            |            |           |            |            | Principal  | Principal  | Principal  | Principal  | Principal  | Principal  | Principal  | Principal  | Principal  | Principal  | Principal  | Principal  | Principal  | Principal  | Principal  | Principal  | Principal  |            |            |
| Jordi Ballester        | Alfons Ortí             |            |           |            |            |            |           |            |            |            |            |           |            |            | Principal  | Principal  | Principal  | Principal  | Principal  | Principal  | Principal  | Principal  | Principal  | Principal  | Principal  | Principal  | Principal  | Principal  | Principal  | Principal  | Principal  |            |            |
| Raquel Rubiano         | Marta Ortí              |            |           |            |            |            |           |            |            |            |            |           |            |            | Principal  | Principal  | Principal  | Principal  | Principal  | Principal  | Principal  | Principal  | Principal  | Principal  | Principal  | Principal  | Principal  | Principal  | Principal  | Principal  | Principal  |            |            |
| Vanessa Cano           | Clara Simó              |            |           |            |            |            |           |            |            |            |            |           |            |            |            | Principal  | Principal  | Principal  | Principal  | Principal  | Principal  | Principal  | Principal  | Principal  | Principal  | Principal  | Principal  | Principal  | Principal  | Principal  | Principal  | Principal  |            |
| Alejandro Tous         | Ramón Guarner           |            |           |            |            |            |           |            |            |            |            |           |            |            |            | Principal  | Principal  | Principal  | Principal  | Principal  | Principal  | Principal  | Principal  | Principal  | Principal  | Principal  | Principal  | Principal  | Principal  | Principal  | Principal  | Principal  |            |
| Alba Albiñana          | Àngels Asensi           |            |           |            |            |            |           |            |            |            |            |           |            |            |            | Secundario | Principal  | Principal  | Principal  | Principal  | Principal  | Principal  | Principal  | Principal  | Principal  | Principal  | Principal  | Principal  | Principal  | Principal  | Principal  | Principal  | Principal  |
| Rosanna Espinòs        | Carme Beurt             |            |           |            |            |            |           |            |            |            |            |           |            |            | Secundario | Secundario | Principal  | Principal  | Principal  | Principal  | Principal  | Principal  | Principal  | Principal  | Principal  | Principal  | Principal  | Principal  | Principal  | Principal  | Principal  | Principal  | Principal  |
| Toni Agustí            | Berna Colom             |            |           |            |            |            |           |            |            |            |            |           |            |            |            |            | Principal  | Principal  | Principal  | Principal  | Principal  | Principal  | Principal  | Principal  | Principal  | Principal  | Principal  | Principal  | Principal  | Principal  | Principal  | Principal  | Principal  |
| Manuel Canchal         | Daniel                  |            |           |            |            |            |           |            |            |            |            |           |            |            |            | Secundario | Principal  | Principal  | Principal  | Principal  | Principal  | Principal  | Principal  | Principal  | Principal  | Principal  | Principal  | Principal  | Principal  | Principal  | Principal  | Principal  | Principal  |
| Paula Braguinsky       | Isabel                  |            |           |            |            |            |           |            |            |            |            |           |            |            |            | Secundario | Principal  | Principal  | Principal  | Principal  | Principal  | Principal  | Principal  | Principal  | Principal  | Principal  | Principal  | Principal  | Principal  | Principal  | Principal  | Principal  | Principal  |
| Débora Esteve          | Elena                   |            |           |            |            |            |           |            |            |            |            |           |            |            |            |            | Secundario | Secundario | Secundario | Secundario | Secundario | Secundario | Secundario | Secundario | Secundario | Secundario | Secundario | Secundario | Secundario | Secundario | Secundario | Secundario | Secundario |
| Héctor Juezas          | Martí                   |            |           |            |            |            |           |            |            |            |            |           |            |            |            |            | Secundario | Secundario | Secundario | Secundario | Secundario | Secundario | Secundario | Secundario | Secundario | Secundario | Secundario | Secundario | Secundario | Secundario | Secundario | Secundario | Secundario |

#### Leyenda
Aparece en la cabecera
     Aparece en dos o más episodios
     Aparece en un episodio
     Su participación en la temporada se ha confirmado
     Su participación en la temporada todavía no se ha confirmado

## Episodios y audiencias
| Temporada             | Temporada | Capítulos | Estreno                  | Final                   | Audiencia media | Audiencia media   | Cadena             |
| Temporada             | Temporada | Capítulos | Estreno                  | Final                   | Espectadores    | Cuota de pantalla | Cadena             |
| --------------------- | --------- | --------- | ------------------------ | ----------------------- | --------------- | ----------------- | ------------------ |
| SERIE SEMANAL         |           |           |                          |                         |                 |                   |                    |
|                       | 1.ª       | 14        | 23 de septiembre de 2007 | 23 de diciembre de 2007 | 270.000         | 13,3%             | Canal Nou          |
|                       | 2.ª       | 13        | 13 de enero de 2008      | 20 de abril de 2008     | 467.000         | 27,7%             | Canal Nou          |
|                       | 3.ª       | 14        | 27 de abril de 2008      | 27 de julio de 2008     | -               | -                 | Canal Nou          |
|                       | 4.ª       | 12        | 5 de octubre de 2008     | 21 de diciembre de 2008 | -               | -                 | Canal Nou          |
|                       | 5.ª       | 16        | 28 de diciembre de 2008  | 12 de abril de 2009     | -               | -                 | Canal Nou          |
|                       | 6.ª       | 15        | 26 de abril de 2009      | 2 de agosto de 2009     | -               | -                 | Canal Nou          |
|                       | 7.ª       | 16        | 4 de octubre de 2009     | 24 de enero de 2010     | -               | -                 | Canal Nou          |
|                       | 8.ª       | 17        | 31 de enero de 2010      | 30 de mayo de 2010      | 499.000         | 22,2%             | Canal Nou          |
|                       | 9.ª       | 40        | 12 de septiembre de 2010 | 12 de junio de 2011     | 454.000         | 19,5%             | Canal Nou          |
|                       | 10.ª      | 37        | 11 de septiembre de 2011 | 27 de mayo de 2012      | 376.000         | 16,3%             | Canal Nou          |
|                       | 11.ª      | 8         | 29 de septiembre de 2013 | 13 de octubre de 2013   | 307.000         | 13,1%             | Canal Nou          |
| 23 de octubre de 2019 | 11.ª      | 8         | 11 de diciembre de 2019  | -                       | -               | À Punt            |                    |
|                       | 12.ª      | 18        | 21 de marzo de 2021      | 5 de diciembre de 2021  | 170.000         | À Punt            | 8,9%               |
| SERIE DIARIA          |           |           |                          |                         |                 | À Punt            |                    |
|                       | 13.ª      | 55        | 2 de mayo de 2022        | 15 de julio de 2022     | 71.000          | À Punt            | 6,2%               |
|                       | 14.ª      | 75        | 5 de septiembre de 2022  | 22 de diciembre de 2022 | 62.000          | À Punt            | 5,9%               |
|                       | 15.ª      | 60        | 6 de febrero de 2023     | 10 de mayo de 2023      | 61.000          | À Punt            | 6,0%               |
| SERIE SEMANAL         |           |           |                          |                         |                 | À Punt            |                    |
|                       | 16ª       | 45        | 15 de octubre de 2023    | 19 de mayo de 2024      |                 | À Punt            |                    |
| TOTAL                 | TOTAL     |           | 2007                     | presente                |                 |                   | Canal Nou y À Punt |

NOTA: La undécima temporada fue estrenada el 29 de septiembre de 2013, pero tras el ajuste de presupuesto de Canal Nou cortaron la emisión después del tercer capítulo el 13 de octubre de ese mismo año quedando pendientes de emitir cinco capítulos de la temporada. Entre octubre y diciembre de 2019 se emitió la temporada entera en À Punt.

### Primera temporada (2007)
| N.º en serie | N.º en temp. | Título                 | Dirigido por      | Fecha de emisión original | Audiencia       |
| ------------ | ------------ | ---------------------- | ----------------- | ------------------------- | --------------- |
| 1            | 1            | «L'Alqueria Blanca»    | Santiago Pumarola | 23 de septiembre de 2007  | 241 000 (12,6%) |
| 2            | 2            | «Més que una partida»  | Santiago Pumarola | 30 de septiembre de 2007  | 276 000 (14,0%) |
| 3            | 3            | «Dobles parelles»      | Alberto Fernández | 7 de octubre de 2007      | 218 000 (12,2%) |
| 4            | 4            | «Secrets davall terra» | Alberto Fernández | 14 de octubre de 2007     | 269 000 (13,9%) |
| 5            | 5            | «Una besada per favor» | Alberto Fernández | 21 de octubre de 2007     | 355 000 (17,7%) |
| 6            | 6            | «Sospites»             | Santiago Pumarola | 28 de octubre de 2007     | 276 000 (14,9%) |
| 7            | 7            | «Una de dotze»         | Santiago Pumarola | 4 de noviembre de 2007    | 271 000 (12,7%) |
| 8            | 8            | «El bikini»            | Santiago Pumarola | 11 de noviembre de 2007   | 284 000 (14,4%) |
| 9            | 9            | «Jordi, l'emigrant»    | Alberto Fernández | 18 de noviembre de 2007   | 247 000 (11,9%) |
| 10           | 10           | «El fill perdut»       | Alberto Fernández | 25 de noviembre de 2007   | 247 000 (11,5%) |
| 11           | 11           | «Relacions perilloses» | Santiago Pumarola | 2 de diciembre de 2007    | 234 000 (10,1%) |
| 12           | 12           | «Malalties»            | Santiago Pumarola | 9 de diciembre de 2007    | 276 000 (13,0%) |
| 13           | 13           | «Per amor a la terra»  | Santiago Pumarola | 16 de diciembre de 2007   | 363 000 (16,0%) |
| 14           | 14           | «Nadal»                | Miguel Conde      | 23 de diciembre de 2007   | 227 000 (11,0%) |

### Segunda Temporada (2008)
| N.º en serie | N.º en temp. | Título              | Dirigido por  | Fecha de emisión original | Audiencia       |
| ------------ | ------------ | ------------------- | ------------- | ------------------------- | --------------- |
| 15           | 1            | «La boda»           | Miguel Conde  | 13 de enero de 2008       | 230 000 (10,8%) |
| 16           | 2            | «Colmado»           | Claudia Pinto | 20 de enero de 2008       | 370 000 (17,7%) |
| 17           | 3            | «Confidències»      | Claudia Pinto | 27 de enero de 2008       | 255 000 (13,2%) |
| 18           | 4            | «La gran partida»   | Miguel Conde  | 3 de febrero de 2008      | 344 000 (15,5%) |
| 19           | 5            | «El tres amics»     | Miguel Conde  | 10 de febrero de 2008     | 354 000 (16,4%) |
| 20           | 6            | «Coses de dones»    | Claudia Pinto | 17 de febrero de 2008     | 312 000 (14,8%) |
| 21           | 7            | «Adéu Don Cipriano» | Claudia Pinto | 24 de febrero de 2008     | 332 000 (16,9%) |
| 22           | 8            | «La doble cita»     | Miguel Conde  | 2 de marzo de 2008        | 252 000 (12,2%) |
| 23           | 9            | «Una grata visita»  | Miguel Conde  | 16 de marzo de 2008       | 305 000 (16,6%) |
| 24           | 10           | «Jocs de parelles»  | Claudia Pinto | 30 de marzo de 2008       | 254 000 (12,5%) |
| 25           | 11           | «Rumors»            | Claudia Pinto | 6 de abril de 2008        | 357 000 (15,5%) |
| 26           | 12           | «La rondalla»       | Miguel Conde  | 13 de abril de 2008       | 330 000 (15,6%) |
| 27           | 13           | «Campanes al poble» | Miguel Conde  | 20 de abril de 2008       | 401 000 (18,7%) |

### Tercera temporada (2008)
| N.º en serie | N.º en temp. | Título                    | Dirigido por                 | Fecha de emisión original | Audiencia       |
| ------------ | ------------ | ------------------------- | ---------------------------- | ------------------------- | --------------- |
| 28           | 1            | «Secrets»                 | Miguel Conde                 | 27 de abril de 2008       | 417 000 (19,3%) |
| 29           | 2            | «A per totes»             | Miguel Conde                 | 4 de mayo de 2008         | 426 000 (20,6%) |
| 30           | 3            | «La veritat de Pascual»   | Claudia Pinto                | 11 de mayo de 2008        | 332 000 (17,8%) |
| 31           | 4            | «Un amor de novel·la»     | Claudia Pinto                | 18 de mayo de 2008        | 345 000 (16,1%) |
| 32           | 5            | «Un sopar romàntic»       | Miguel Conde                 | 25 de mayo de 2008        | 382 000 (18,6%) |
| 33           | 6            | «El tir per la culata»    | Miguel Conde                 | 1 de junio de 2008        | 369 000 (18,1%) |
| 34           | 7            | «Decisions compromeses»   | Claudia Pinto                | 8 de junio de 2008        | 415 000 (18,2%) |
| 35           | 8            | «Visites inesperades»     | Claudia Pinto                | 15 de junio de 2008       | 389 000 (18,7%) |
| 36           | 9            | «Mentides inconfesables»  | Miguel Conde                 | 22 de junio de 2008       | 241 000 (11,5%) |
| 37           | 10           | «Vents del nord»          | Miguel Conde                 | 29 de junio de 2008       | 286 000 (15,8%) |
| 38           | 11           | «La fuga»                 | Miguel Conde y Claudia Pinto | 6 de julio de 2008        | 390 000 (23,2%) |
| 39           | 12           | «Dos anys després»        | Miguel Conde                 | 13 de julio de 2008       | 467 000 (27,7%) |
| 40           | 13           | «El juí»                  | Miguel Conde                 | 20 de julio de 2008       | 214 000 (13,3%) |
| 41           | 14           | «El millor regal de boda» | Miguel Conde                 | 27 de julio de 2008       | 136 000 (9,0%)  |

### Cuarta temporada (2008)
| N.º en serie | N.º en temp. | Título                   | Dirigido por  | Fecha de emisión original | Audiencia       |
| ------------ | ------------ | ------------------------ | ------------- | ------------------------- | --------------- |
| 42           | 1            | «Júlia»                  | Alicia Puig   | 5 de octubre de 2008      | 480.000 y 24,1% |
| 43           | 2            | «Classes per a adults»   | Alicia Puig   | 12 de octubre de 2008     | 447.000 y 23,2% |
| 44           | 3            | «Entre dos homes»        | Claudia Pinto | 19 de octubre de 2008     | 472.000 y 22,8% |
| 45           | 4            | «La decisió de Blanca»   | Claudia Pinto | 26 de octubre de 2008     | 462.000 y 23,6% |
| 46           | 5            | «Amenaces»               | Alicia Puig   | 2 de noviembre de 2008    | 459.000 y 21,5% |
| 47           | 6            | «L'anònim»               | Alicia Puig   | 9 de noviembre de 2008    | 454.000 y 22,6% |
| 48           | 7            | «L'angoixa del senyoret» | Miguel Conde  | 16 de noviembre de 2008   | 505.000 y 22,6% |
| 49           | 8            | «Negocis ocults»         | Miguel Conde  | 23 de noviembre de 2008   | 421.000 y 26,2% |
| 50           | 9            | «Perill en la nit»       | Claudia Pinto | 30 de noviembre de 2008   | 497.000 y 24,2% |
| 51           | 10           | «El que amaga la serra»  | Claudia Pinto | 7 de diciembre de 2008    | 471.000 y 25,8% |
| 52           | 11           | «Culpables»              | Miguel Conde  | 14 de diciembre de 2008   | 452.000 y 21,2% |
| 53           | 12           | «El desitjos de Nadal»   | Miguel Conde  | 21 de diciembre de 2008   | 490.000 y 23,2% |

### Quinta temporada (2008-2009)
| N.º en serie | N.º en temp. | Título                     | Dirigido por  | Fecha de emisión original | Audiencia       |
| ------------ | ------------ | -------------------------- | ------------- | ------------------------- | --------------- |
| 54           | 1            | «Innocents»                | Alicia Puig   | 28 de diciembre de 2008   | 534.000 y 25%   |
| 55           | 2            | «Regals»                   | Alicia Puig   | 4 de enero de 2009        | 500.000 y 22,7% |
| 56           | 3            | «La gran boda»             | Miguel Conde  | 11 de enero de 2009       | 529.000 y 23,1% |
| 57           | 4            | «El retorn de don Anselmo» | Miguel Conde  | 18 de enero de 2009       | 455.000 y 21,3% |
| 58           | 5            | «Vida de poble»            | Claudia Pinto | 25 de enero de 2009       | 539.000 y 24%   |
| 59           | 6            | «Una carta d'amor»         | Claudia Pinto | 1 de febrero de 2009      | 540.000 y 21,9% |
| 60           | 7            | «Dinar de diumenge»        | Alicia Puig   | 8 de febrero de 2009      | 601 000 (26,8%) |
| 61           | 8            | «Dues done i un destí»     | Alicia Puig   | 15 de febrero de 2009     | 569.000 y 26,5% |
| 62           | 9            | «Dia de matança»           | Miguel Conde  | 22 de febrero de 2009     | 482.000 y 21,4% |
| 63           | 10           | «Viatge sense retorn»      | Miguel Conde  | 1 de marzo de 2009        | 615 000 (30,5%) |
| 64           | 11           | «Traïcions»                | Claudia Pinto | 8 de marzo de 2009        | 503.000 y 22,2% |
| 65           | 12           | «C'est la vie»             | Claudia Pinto | 15 de marzo de 2009       | 490.000 y 22,5% |
| 66           | 13           | «La tempesta»              | Miguel Conde  | 22 de marzo de 2009       | 513.000 y 21,9% |
| 67           | 14           | «El pes de la culpa»       | Miguel Conde  | 29 de marzo de 2009       | 550.000 y 21,5% |
| 68           | 15           | «La veritat»               | Claudia Pinto | 5 de abril de 2009        | 622 000 (26,8%) |
| 69           | 16           | «Plans de futur»           | Claudia Pinto | 12 de abril de 2009       | 392.000 y 20,9% |

### Sexta temporada (2009)
| N.º en serie | N.º en temp. | Título                   | Dirigido por  | Fecha de emisión original | Audiencia       |
| ------------ | ------------ | ------------------------ | ------------- | ------------------------- | --------------- |
| 70           | 1            | «Quan torna el passat»   | Miguel Conde  | 26 de abril de 2009       | —               |
| 71           | 2            | «Començar de nou»        | Miguel Conde  | 3 de mayo de 2009         | —               |
| 72           | 3            | «Pares i fills»          | Alicia Puig   | 10 de mayo de 2009        | —               |
| 73           | 4            | «Assumptes amagats»      | Alicia Puig   | 17 de mayo de 2009        | —               |
| 74           | 5            | «La sang de la vinya»    | Jaume Bayarri | 24 de mayo de 2009        | —               |
| 75           | 6            | «El joc damunt la taula» | Jaume Bayarri | 31 de mayo de 2009        | —               |
| 76           | 7            | «Xavi torna a casa»      | Claudia Pinto | 7 de junio de 2009        | —               |
| 77           | 8            | «Llavors de venjança»    | Claudia Pinto | 14 de junio de 2009       | —               |
| 78           | 9            | «Dubtes»                 | Alicia Puig   | 21 de junio de 2009       | 391 000 (20,4%) |
| 79           | 10           | «Collita de calamitats»  | Alicia Puig   | 28 de junio de 2009       | —               |
| 80           | 11           | «Arrels amargues»        | Jaume Bayarri | 5 de julio de 2009        | —               |
| 81           | 12           | «La verema»              | Jaume Bayarri | 12 de julio de 2009       | —               |
| 82           | 13           | «Val net»                | Claudia Pinto | 19 de julio de 2009       | —               |
| 83           | 14           | «Noves perspectives»     | Claudia Pinto | 26 de julio de 2009       | —               |
| 84           | 15           | «Un llarg viatge»        | Alicia Puig   | 2 de agosto de 2009       | —               |

### Séptima temporada (2009-2010)
| N.º en serie | N.º en temp. | Título                   | Dirigido por  | Fecha de emisión original | Audiencia |
| ------------ | ------------ | ------------------------ | ------------- | ------------------------- | --------- |
| 85           | 1            | «Sento torna a casa»     | Alicia Puig   | 4 de octubre de 2009      | —         |
| 86           | 2            | «La nina de porcellana»  | Jaume Bayarri | 11 de octubre de 2009     | —         |
| 87           | 3            | «La bèstia»              | Jaume Bayarri | 18 de octubre de 2009     | —         |
| 88           | 4            | «Dia de Tots Sants»      | Jaume Bayarri | 25 de octubre de 2009     | —         |
| 89           | 5            | «El pes de la veritat»   | Jaume Bayarri | 8 de noviembre de 2009    | —         |
| 90           | 6            | «El preu del silenci»    | Alicia Puig   | 15 de noviembre de 2009   | —         |
| 91           | 7            | «Triangles»              | Alicia Puig   | 22 de noviembre de 2009   | —         |
| 92           | 8            | «Adeu al poble»          | Claudia Pinto | 29 de noviembre de 2009   | —         |
| 93           | 9            | «Fantasmes del passat»   | Claudia Pinto | 6 de diciembre de 2009    | —         |
| 94           | 10           | «El fill pròdig»         | Jaume Bayarri | 13 de diciembre de 2009   | —         |
| 95           | 11           | «El roure»               | Jaume Bayarri | 20 de diciembre de 2009   | —         |
| 96           | 12           | «Cara i creu»            | Claudia Pinto | 27 de diciembre de 2009   | —         |
| 97           | 13           | «Una de gambes»          | Claudia Pinto | 3 de enero de 2010        | —         |
| 98           | 14           | «El riu de la vida»      | Alicia Puig   | 10 de enero de 2010       | —         |
| 99           | 15           | «Qui dóna més?»          | Alicia Puig   | 17 de enero de 2010       | —         |
| 100          | 16           | «Dia de sang i de festa» | Jaume Bayarri | 24 de enero de 2010       | —         |

### Octava temporada (2010)
| N.º en serie | N.º en temp. | Título                      | Dirigido por  | Fecha de emisión original | Audiencia |
| ------------ | ------------ | --------------------------- | ------------- | ------------------------- | --------- |
| 101          | 1            | «Capitulacions»             | Jaume Bayarri | 31 de enero de 2010       | —         |
| 102          | 2            | «Medicina general»          | Claudia Pinto | 7 de febrero de 2010      | —         |
| 103          | 3            | «Cinc anys de silenci»      | Claudia Pinto | 14 de febrero de 2010     | —         |
| 104          | 4            | «Temptacions»               | Jaume Bayarri | 21 de febrero de 2010     | —         |
| 105          | 5            | «Mirant al futur»           | Juame Bayarri | 28 de febrero de 2010     | —         |
| 106          | 6            | «Pau i amor»                | Claudia Pinto | 7 de marzo de 2010        | —         |
| 107          | 7            | «La festa de Buda»          | Claudia Pinto | 14 de marzo de 2010       | —         |
| 108          | 8            | «Maneres de lluitar»        | Claudia Pinto | 21 de marzo de 2010       | —         |
| 109          | 9            | «A la llum de les candeles» | Claudia Pinto | 28 de marzo de 2010       | —         |
| 110          | 10           | «L'arròs caldós»            | Alicia Puig   | 4 de abril de 2010        | —         |
| 111          | 11           | «Els anells»                | Alicia Puig   | 11 de abril de 2010       | —         |
| 112          | 12           | «Destí California»          | Claudia Pinto | 18 de abril de 2010       | —         |
| 113          | 13           | «Diumenge de passió»        | Claudia Pinto | 25 de abril de 2010       | 512 000   |
| 114          | 14           | «L'ama nova»                | Jaume Bayarri | 2 de mayo de 2010         | 516 000   |
| 115          | 15           | «Un sopar accidentat»       | Jaume Bayarri | 9 de mayo de 2010         | 506 000   |
| 116          | 16           | «L'aniversari del poder»    | Claudia Pinto | 16 de mayo de 2010        | —         |
| 117          | 17           | «Pluja de plors»            | Claudia Pinto | 30 de mayo de 2010        | —         |

### Novena temporada (2010-2011)
| N.º en serie | N.º en temp. | Título                         | Dirigido por                  | Fecha de emisión original | Audiencia |
| ------------ | ------------ | ------------------------------ | ----------------------------- | ------------------------- | --------- |
| 118          | 1            | «Un nou començament»           | Claudia Pinto                 | 12 de septiembre de 2010  | —         |
| 119          | 2            | «El bateig de Marcialet»       | Claudia Pinto                 | 19 de septiembre de 2010  | —         |
| 120          | 3            | «La melodia del cor»           | Jaume Bayarri                 | 26 de septiembre de 2010  | —         |
| 121          | 4            | «L'amor després l'amor»        | Jaume Bayarri                 | 3 de octubre de 2010      | —         |
| 122          | 5            | «La millor disculpa»           | Claudia Pinto                 | 10 de octubre de 2010     | —         |
| 123          | 6            | «Un viatge sense retorn»       | Claudia Pinto                 | 17 de octubre de 2010     | —         |
| 124          | 7            | «Habitació 22»                 | Jaume Bayarri                 | 24 de octubre de 2010     | —         |
| 125          | 8            | «El retrobament»               | Jaume Bayarri                 | 31 de octubre de 2010     | —         |
| 126          | 9            | «El llegat»                    | Jaume Bayarri y Claudia Pinto | 7 de noviembre de 2010    | —         |
| 127          | 10           | «Campanes de principi i final» | Jaume Bayarri y Claudia Pinto | 14 de noviembre de 2010   | —         |
| 128          | 11           | «Les noves veïnes»             | Claudia Pinto                 | 21 de noviembre de 2010   | —         |
| 129          | 12           | «L'hora de la veritat»         | Claudia Pinto                 | 28 de noviembre de 2010   | —         |
| 130          | 13           | «Un ball amarg»                | Claudia Pinto                 | 5 de diciembre de 2010    | —         |
| 131          | 14           | «Els nucs de l'ànima»          | Jaume Bayarri                 | 12 de diciembre de 2010   | —         |
| 132          | 15           | «La m'a de l'ama»              | Jaume Bayarri                 | 19 de diciembre de 2010   | —         |
| 133          | 16           | «Nadals sense Rafel»           | Pau Martínez                  | 26 de diciembre de 2010   | —         |
| 134          | 17           | «Papers, colps i carícies»     | Pau Martínez                  | 2 de enero de 2011        | —         |
| 135          | 18           | «Torna la mare»                | Claudia Pinto                 | 9 de enero de 2011        | —         |
| 136          | 19           | «Blanca, la Callas»            | Claudia Pinto                 | 16 de enero de 2011       | —         |
| 137          | 20           | «Trenta-tres botons»           | Jaume Bayarri                 | 23 de enero de 2011       | —         |
| 138          | 21           | «Flors mortes»                 | Jaume Bayarri                 | 30 de enero de 2011       | —         |
| 139          | 22           | «El futur en sidecar»          | Pau Martínez                  | 6 de febrero de 2011      | —         |
| 140          | 23           | «Un pacte d'amics»             | Pau Martínez                  | 13 de febrero de 2011     | —         |
| 141          | 24           | «Fins ací hem arribat»         | Claudia Pinto                 | 20 de febrero de 2011     | —         |
| 142          | 25           | «Bisbe i cançons»              | Claudia Pinto                 | 27 de febrero de 2011     | —         |
| 143          | 26           | «Ave Maria Puríssima»          | Jaume Bayarri                 | 6 de marzo de 2011        | —         |
| 144          | 27           | «Sarsuela, cine i teatre»      | Jaume Bayarri                 | 13 de marzo de 2011       | —         |
| 145          | 28           | «El preu de l'èxit»            | Pau Martínez y Claudia Pinto  | 20 de marzo de 2011       | —         |
| 146          | 29           | «Victòries i derrotes»         | Pau Martínez y Claudia Pinto  | 27 de marzo de 2011       | —         |
| 147          | 30           | «A fer les amèriques»          | Pau Martínez y Claudia Pinto  | 3 de abril de 2011        | —         |
| 148          | 31           | «L'amenaça»                    | Pau Martínez y Claudia Pinto  | 10 de abril de 2011       | —         |
| 149          | 32           | «Els fruits de la calúmnia»    | Pau Martínez y Claudia Pinto  | 17 de abril de 2011       | —         |
| 150          | 33           | «Amor entre reixes»            | Pau Martínez y Claudia Pinto  | 24 de abril de 2011       | —         |
| 151          | 34           | «Males cartes»                 | Pau Martínez y Claudia Pinto  | 1 de mayo de 2011         | —         |
| 152          | 35           | «Tornar al riu»                | Pau Martínez y Claudia Pinto  | 8 de mayo de 2011         | —         |
| 153          | 36           | «Ja està ací la figura»        | Pau Martínez y Claudia Pinto  | 15 de mayo de 2011        | —         |
| 154          | 37           | «Diumenge de pau i festa»      | Pau Martínez y Claudia Pinto  | 22 de mayo de 2011        | —         |
| 155          | 38           | «La gran prova de Tonet»       | Pau Martínez y Claudia Pinto  | 29 de mayo de 2011        | —         |
| 156          | 39           | «Retallar distàncies»          | Pau Martínez y Claudia Pinto  | 5 de junio de 2011        | —         |
| 157          | 40           | «Anells per al Falcó y Teresa» | Pau Martínez y Claudia Pinto  | 12 de junio de 2011       | —         |

### Décima temporada (2011-2012)
| N.º en serie | N.º en temp. | Título                        | Dirigido por                  | Fecha de emisión original | Audiencia |
| ------------ | ------------ | ----------------------------- | ----------------------------- | ------------------------- | --------- |
| 158          | 1            | «Vents i flames»              | Pau Martínez y Claudia Pinto  | 11 de septiembre de 2011  | —         |
| 159          | 2            | «Una tassa de poliol»         | Pau Martínez y Claudia Pinto  | 18 de septiembre de 2011  | —         |
| 160          | 3            | «Carretera i manta»           | Pau Martínez y Claudia Pinto  | 25 de septiembre de 2011  | —         |
| 161          | 4            | «Raïms i agonies»             | Pau Martínez y Claudia Pinto  | 2 de octubre de 2011      | —         |
| 162          | 5            | «Berenar de verema»           | Pau Martínez y Claudia Pinto  | 9 de octubre de 2011      | —         |
| 163          | 6            | «La partida del segle»        | Jaume Bayarri y Claudia Pinto | 16 de octubre de 2011     | —         |
| 164          | 7            | «Buscant l'esperança»         | Jaume Bayarri y Claudia Pinto | 23 de octubre de 2011     | —         |
| 165          | 8            | «Que sure la veritat»         | Jaume Bayarri y Claudia Pinto | 30 de octubre de 2011     | —         |
| 166          | 9            | «Temps d'espera»              | Jaume Bayarri y Claudia Pinto | 6 de noviembre de 2011    | —         |
| 167          | 10           | «L'aliança»                   | Jaume Bayarri y Claudia Pinto | 13 de noviembre de 2011   | —         |
| 168          | 11           | «Pau sense condicions»        | Miguel Conde y Pau Martínez   | 27 de noviembre de 2011   | —         |
| 169          | 12           | «Màscares de fang»            | Miguel Conde y Pau Martínez   | 4 de diciembre de 2011    | —         |
| 170          | 13           | «Una jugada maestra»          | Miguel Conde y Pau Martínez   | 11 de diciembre de 2011   | —         |
| 171          | 14           | «La marxa de Blai»            | Miguel Conde y Pau Martínez   | 18 de diciembre de 2011   | —         |
| 172          | 15           | «El regal de Nadal»           | Miguel Conde y Pau Martínez   | 25 de diciembre de 2011   | —         |
| 173          | 16           | «La nova bodega»              | Claudia Pinto y Jaume Bayarri | 1 de enero de 2012        | —         |
| 174          | 17           | «Cavalcada de Reis»           | Claudia Pinto y Jaume Bayarri | 8 de enero de 2012        | —         |
| 175          | 18           | «La desició d'Asun»           | Claudia Pinto y Jaume Bayarri | 15 de enero de 2012       | —         |
| 176          | 19           | «Una llum que s'apaga»        | Claudia Pinto y Jaume Bayarri | 22 de enero de 2012       | —         |
| 177          | 20           | «El viatge de la mare»        | Claudia Pinto y Jaume Bayarri | 29 de enero de 2012       | —         |
| 178          | 21           | «Adeu, Colometa»              | Miguel Conde y Pau Martínez   | 5 de febrero de 2012      | —         |
| 179          | 22           | «Buscant la veritat»          | Miguel Conde y Pau Martínez   | 12 de febrero de 2012     | —         |
| 180          | 23           | «El juí de Vitòria»           | Pau Martínez y Jaume Bayarri  | 19 de febrero de 2012     | —         |
| 181          | 24           | «Juí tancat, lluita oberta»   | Pau Martínez y Jaume Bayarri  | 26 de febrero de 2012     | —         |
| 182          | 25           | «Una porta oberta»            | Pau Martínez y Jaume Bayarri  | 4 de marzo de 2012        | —         |
| 183          | 26           | «Reobrir portes»              | Pau Martínez y Jaume Bayarri  | 11 de marzo de 2012       | —         |
| 184          | 27           | «Temps d'inici»               | Pau Martínez y Jaume Bayarri  | 18 de marzo de 2012       | —         |
| 185          | 28           | «Cara a cara amb l'enemic»    | Pau Martínez y Jaume Bayarri  | 25 de marzo de 2012       | —         |
| 186          | 29           | «Passar per taquilla»         | Pau Martínez y Jaume Bayarri  | 1 de abril de 2012        | —         |
| 187          | 30           | «Abaixar el teló»             | Pau Martínez y Claudia Pinto  | 8 de abril de 2012        | —         |
| 188          | 31           | «A cara o creu»               | Pau Martínez y Jaume Bayarri  | 15 de abril de 2012       | —         |
| 189          | 32           | «Marcar els termes»           | Pau Martínez y Jaume Bayarri  | 22 de abril de 2012       | —         |
| 190          | 33           | «L'únic culpable»             | Pau Martínez y Jaume Bayarri  | 29 de abril de 2012       | —         |
| 191          | 34           | «Fals culpable»               | Pau Martínez y Jaume Bayarri  | 6 de mayo de 2012         | —         |
| 192          | 35           | «La visita de la consciència» | Pau Martínez y Jaume Bayarri  | 13 de mayo de 2012        | —         |
| 193          | 36           | «Núvols amenaçadors»          | Pau Martínez y Jaume Bayarri  | 20 de mayo de 2012        | —         |
| 194          | 37           | «Un colp definitiu»           | Pau Martínez y Jaume Bayarri  | 27 de mayo de 2012        | —         |

### Undécima temporada (2019)
| N.º en serie | N.º en temp. | Título                       | Dirigido por                     | Fecha de emisión original | Audiencia     |
| ------------ | ------------ | ---------------------------- | -------------------------------- | ------------------------- | ------------- |
| 195          | 1            | «La gran boda»               | Santiago Pumarola y Pau Martínez | —                         |               |
| 196          | 2            | «La pitjor de les venjançes» | Santiago Pumarola y Pau Martínez | 30 de octubre de 2019     | 68 000 (4,6%) |
| 197          | 3            | «Bàrbara»                    | Santiago Pumarola y Pau Martínez | 6 de noviembre de 2019    | 78 000 (4,6%) |
| 198          | 4            | «Maniobres en la foscor»     | Santiago Pumarola y Pau Martínez | 13 de noviembre de 2019   | —             |
| 199          | 5            | «Dies de campanya»           | Santiago Pumarola y Alicia Puig  | 20 de noviembre de 2019   | —             |
| 200          | 6            | «El candidat»                | Santiago Pumarola y Alicia Puig  | 27 de noviembre de 2019   | —             |
| 201          | 7            | «Esperances trencades»       | Santiago Pumarola y Alicia Puig  | 4 de diciembre de 2019    | —             |
| 202          | 8            | «La gran asamblea»           | Santiago Pumarola y Alicia Puig  | 11 de diciembre de 2019   | —             |

### Duodécima temporada (2021)
| N.º en serie | N.º en temp. | Título                    | Dirigido por                                  | Fecha de emisión original | Audiencia       |
| ------------ | ------------ | ------------------------- | --------------------------------------------- | ------------------------- | --------------- |
| 203          | 1            | «Redeu, Miquel»           | Claudia Pinto                                 | 21 de marzo de 2021       | 276 000 (12,8%) |
| 204          | 2            | «Cel·les»                 | Claudia Pinto, Jaume Bayarri y Nacho Ruiperez | 28 de marzo de 2021       | 186 000 (9,3%)  |
| 205          | 3            | «El desencant»            | Claudia Pinto, Jaume Bayarri y Nacho Ruiperez | 4 de abril de 2021        | 182 000 (9,4%)  |
| 206          | 4            | «I tu qui eres?»          | Claudia Pinto, Jaume Bayarri y Nacho Ruiperez | 11 de abril de 2021       | 184 000 (8,7%)  |
| 207          | 5            | «Demà, amor meu»          | Claudia Pinto, Jaume Bayarri y Nacho Ruiperez | 18 de abril de 2021       | 166 000 (8,1%)  |
| 208          | 6            | «No plores, xiquet»       | Claudia Pinto, Jaume Bayarri y Nacho Ruiperez | 25 de abril de 2021       | 175 000 (8,4%)  |
| 209          | 7            | «La ràdio»                | Claudia Pinto, Jaume Bayarri y Nacho Ruiperez | 2 de mayo de 2021         | 173 000 (8,5%)  |
| 210          | 8            | «El preu»                 | Claudia Pinto, Jaume Bayarri y Nacho Ruiperez | 9 de mayo de 2021         | 154 000 (7,8%)  |
| 211          | 9            | «Hem de parlar»           | Claudia Pinto, Jaume Bayarri y Nacho Ruiperez | 16 de mayo de 2021        | 180 000 (9,2%)  |
| 212          | 10           | «El cep»                  | Claudia Pinto, Jaume Bayarri y Nacho Ruiperez | 23 de mayo de 2021        | 156 000 (8,2%)  |
| 213          | 11           | «El día del patró»        | Claudia Pinto, Jaume Bayarri y Nacho Ruiperez | 17 de octubre de 2021     | 132 000 (7,2%)  |
| 214          | 12           | «El poble contra Boira»   | Claudia Pinto, Jaume Bayarri y Nacho Ruiperez | 24 de octubre de 2021     | 168 000 (10,0%) |
| 215          | 13           | «Per on para Califòrnia?» | Claudia Pinto, Jaume Bayarri y Nacho Ruiperez | 31 de octubre de 2021     | 156 000 (9,8%)  |
| 216          | 14           | «El pacte»                | Claudia Pinto, Jaume Bayarri y Nacho Ruiperez | 7 de noviembre de 2021    | 160 000 (8,8%)  |
| 217          | 15           | «Els deutes»              | Claudia Pinto, Jaume Bayarri y Nacho Ruiperez | 14 de noviembre de 2021   | 155 000 (8,3%)  |
| 218          | 16           | «La càrrega»              | Claudia Pinto, Jaume Bayarri y Nacho Ruiperez | 21 de noviembre de 2021   | 151 000 (8,1%)  |
| 219          | 17           | «Voler»                   | Claudia Pinto, Jaume Bayarri y Nacho Ruiperez | 28 de noviembre de 2021   | 150 000 (8,4%)  |
| 220          | 18           | «Les propostes»           | Claudia Pinto, Jaume Bayarri y Nacho Ruiperez | 5 de diciembre de 2021    | 149 000 (8,4%)  |

### Decimotercera, decimocuarta y decimoquinta temporada (2021-2022)
Estas tres temporadas se emitieron de forma diaria de lunes a viernes a las 15ː45h. Los capítulos comprendidos son del 221 al 410.

### Decimosexta temporada (2023)
La decimosexta temporada se estrenó el 15 de octubre de 2023 y tuvo 45 episodios, emitidos cada domingo por la noche en tandas de dos episodios por semana.
| N.º en serie | N.º en temp. | Título                          | Dirigido por      | Fecha de emisión original | Audiencia     |
| ------------ | ------------ | ------------------------------- | ----------------- | ------------------------- | ------------- |
| 411          | 1            | «La nova ama»                   | Peris Romano      | 15 de octubre de 2023     | 84 000 (5,7%) |
| 412          | 2            | «L'amic de tot el món»          | Peris Romano      | 15 de octubre de 2023     | 84 000 (5,7%) |
| 413          | 3            | «La fonteta dels Falcó»         | Peris Romano      | 22 de octubre de 2023     | 75 000 (5,1%) |
| 414          | 4            | «Buscant l'amor»                | Peris Romano      | 22 de octubre de 2023     | 75 000 (5,1%) |
| 415          | 5            | «Joc a contrapeu»               | Rafa G. Sánchez   | 29 de octubre de 2023     | 49 000 (3,7%) |
| 416          | 6            | «Llenya de foc»                 | Nuria de la Torre | 29 de octubre de 2023     | 49 000 (3,7%) |
| 417          | 7            | «D'això no se'n parla»          | Nuria de la Torre | 5 de noviembre de 2023    | 60 000 (4,6%) |
| 418          | 8            | «Detindre el temps»             | Nuria de la Torre | 5 de noviembre de 2023    | 60 000 (4,6%) |
| 419          | 9            | «El tercer testimoni»           | Nuria de la Torre | 12 de noviembre de 2023   | 55 000 (4,2%) |
| 420          | 10           | «Bones amigues»                 | Nuria de la Torre | 12 de noviembre de 2023   | 55 000 (4,2%) |
| 421          | 11           | «Gibraltar»                     | Ruth Caudeli      | 19 de noviembre de 2023   | 43 000 (2,9%) |
| 422          | 12           | «Ho superarem»                  | Ruth Caudeli      | 19 de noviembre de 2023   | 43 000 (2,9%) |
| 423          | 13           | «Oferta i demanda»              | Ruth Caudeli      | 26 de noviembre de 2023   | 42 000 (3,3%) |
| 424          | 14           | «No entendre res»               | Ruth Caudeli      | 26 de noviembre de 2023   | 42 000 (3,3%) |
| 425          | 15           | «Decisions»                     | Ruth Caudeli      | 3 de diciembre de 2023    | 44 000 (3,1%) |
| 426          | 16           | «Tornarem»                      | Alberto Evangelio | 3 de diciembre de 2023    | 44 000 (3,1%) |
| 427          | 17           | «Prohibit estimar»              | Alberto Evangelio | 10 de diciembre de 2023   | 52 000 (3,7%) |
| 428          | 18           | «Conéixer el teu destí»         | Alberto Evangelio | 10 de diciembre de 2023   | 52 000 (3,7%) |
| 429          | 19           | «A quaranta-cinc»               | Alberto Evangelio | 17 de diciembre de 2023   | 67 000 (4,6%) |
| 430          | 20           | «Fora de joc»                   | Alberto Evangelio | 17 de diciembre de 2023   | 67 000 (4,6%) |
| 431          | 21           | «L'ultima voluntat»             | Peris Romano      | 13 de febrero de 2024     | 56 000 (3,9%) |
| 432          | 22           | «Tornar a casa»                 | Peris Romano      | 13 de febrero de 2024     | 56 000 (3,9%) |
| 433          | 23           | «Dos rius»                      | Olga Alamán       | 20 de febrero de 2024     | 55 000 (3,8%) |
| 434          | 24           | «Defensa personal»              | Peris Romano      | 20 de febrero de 2024     | 55 000 (3,8%) |
| 435          | 25           | «A dos bandes»                  | Peris Romano      | 27 de febrero de 2024     | 32 000 (2,1%) |
| 436          | 26           | «On està Tonet?»                | Nuria de la Torre | 27 de febrero de 2024     | 32 000 (2,1%) |
| 437          | 27           | «Cada u amb la seua pel·lícula» | —                 | 5 de marzo de 2024        | 54 000 (3,6%) |
| 438          | 28           | «Les coses clares»              | —                 | 5 de marzo de 2024        | 59 000 (4,5%) |
| 439          | 29           | «L'amor és perillós»            | —                 | 12 de marzo de 2024       | 28 000 (1,8%) |
| 440          | 30           | «Canviar el passat»             | —                 | 12 de marzo de 2024       | 24 000 (1,9%) |
| 441          | 31           | «Mamprendre de zero»            | —                 | 26 de marzo de 2024       | 41 000 (2,6%) |
| 442          | 32           | «La vocació»                    | —                 | 26 de marzo de 2024       | 44 000 (3,0%) |
| 443          | 33           | «Dies de fotos»                 | —                 | 2 de abril de 2024        | —             |
| 444          | 34           | «Reconéixer els errors»         | —                 | 2 de abril de 2024        | —             |
| 445          | 35           | «El partit de tornada»          | —                 | 9 de abril de 2024        | 27 000 (1,6%) |
| 446          | 36           | «Una situació complicada»       | —                 | 9 de abril de 2024        | 47 000 (3,1%) |
| 447          | 37           | «Encara que digues que no»      | —                 | 21 de abril de 2024       | 50 000 (3,1%) |
| 448          | 38           | «Resistint el dolor»            | —                 | 21 de abril de 2024       | 53 000 (3,9%) |
| 449          | 39           | «Benvingut, Mister Berlanga»    | —                 | 28 de abril de 2024       | —             |
| 450          | 40           | «L'últim quinze»                | —                 | 28 de abril de 2024       | —             |
| 451          | 41           | «La ressaca emocional»          | —                 | 5 de mayo de 2024         | —             |
| 452          | 42           | «Guanyar junts»                 | —                 | 5 de mayo de 2024         | —             |
| 453          | 43           | «Males notícies»                | —                 | 12 de mayo de 2024        | 41 000 (2,8%) |
| 454          | 44           | «Revenja»                       | —                 | 12 de mayo de 2024        | 39 000 (3,0%) |
| 455          | 45           | «Al final de l'escapada»        | —                 | 19 de mayo de 2024        | 63 000 (4,2%) |

## Producciones relacionadas
El 9 de octubre de 2011 se emitió un capítulo especial en modo de película para televisión llamada L'Alqueria West en la que se hacía un recopilatorio de los mejores momentos de la serie.
En 2016 se estrenó Benidorm, mon amour, película protagonizada por varios actores de la serie recuperando sus personajes en la misma. 
El 21 de marzo de 2021 se dedicó toda una tarde especial para el estreno de la duodécima temporada de la serie, con un programa especial de Atrapa'm si pots y un especial previo al estreno del capítulo llamado Torna l'Alqueria a À Punt presentado por Máximo Huerta y María Fuster, en el que contaron con varios actores y actrices de la serie como Lola Moltó, Ferrán Gadea, María Maroto, Joan Gadea o Carme Juan en plató y realizaron videollamadas con fans de la serie en directo. El programa cosechó 193.000 espectadores y un 10,2% de cuota de pantalla.
Todos los domingos antes de la emisión de los capítulos de la primera parte de la duodécima temporada se prepararon programas especiales presentados por Máximo Huerta y María Fuster donde hablaban de las tramas de la serie con los actores y actrices, entre los invitados encontramos a Joan Gadea, Esther Collado, Oskar Ramos, Jaime Linares, entre otros. También se dedicó una sección en la tarde de los lunes en el programa Bona vesprada presentado por Huerta y Fuster con la periodista Chus Lacort contando con la visita de Lola Moltó, Jaime Linares, Joan Gadea, Ferrán Gadea, Álex Gadea, Amparo Oltra, entre otros.